# Diandra
Diandra Danielle Flores (* 12. srpna 1994 Hyvinkää, Finsko), známější jako Diandra je finská popová zpěvačka, která vyhrála 6. sérii finské pěvecké soutěže – Idol 2012. Je to nejmladší vítězka finského Idolu vůbec. Debutové album Outta My Head bylo představeno v červenci roku 2012.
Na podzim roku 2004, ve věku 10 let Diandra vyhrála soutěž Staraoke – finská dětská pěvecká soutěž. Její otec je z Chile a její matka z Finska.
Vrátila aby se účastnila soutěže Finský Idol 2012. Ihned po výhře v soutěži Diandra podepsala kontakt s nahrávací společností Universal Music a vydala svůj pilotní singl Onko Marsissa lunta? (anglicky: Outta My Head).
Debutové album Outta My Head bylo představeno 5. července 2012, jen 2 měsíce po vítězství v soutěži Idol. Byla to 2. vítězka ženského pohlaví po Hanna Pakarinen.

## Diskografie

### Alba
| Rok  | Album         | Nejvyšší dosažená pozice | Certifikace  |
| Rok  | Album         | FIN                      | Certifikace  |
| ---- | ------------- | ------------------------ | ------------ |
| 2012 | Outta My Head | 1                        | - FIN: zlato |

### Singly
| Rok  | Píseň                  | Nejvyšší dosažená pozice | Certifikace | Album                        |
| Rok  | Píseň                  | FIN                      | Certifikace | Album                        |
| ---- | ---------------------- | ------------------------ | ----------- | ---------------------------- |
| 2012 | "Onko Marsissa lunta?" |                          |             | jako bonus Outta My Head     |
| 2012 | "Outta My Head"        | 16                       |             | Outta My Head                |
| 2012 | "Prinsessalle"         |                          |             | Outta My Head                |
| 2013 | "Colliding Into You"   |                          |             | Uuden Musiikin Kilpailu 2013 |
| 2013 | "Lost"                 |                          |             |                              |

### Videoklipy
| Rok  | Píseň           | Režisér     |
| ---- | --------------- | ----------- |
| 2012 | "Outta My Head" | Mikko Harma |
| 2012 | "Prinsessalle"  |             |